# Комбре (Мен і Луара)
Комбре́ (фр. Combrée) — колишній муніципалітет у Франції, у регіоні Пеї-де-ла-Луар, департамент Мен і Луара. Населення — 2792 осіб (2011).
Муніципалітет був розташований на відстані близько 290 км на південний захід від Парижа, 70 км на північний схід від Нанта, 45 км на північний захід від Анже.

## Історія
15 грудня 2016 року Комбре, Ла-Шапель-Юллен, Шазе-Анрі, Грюже-л'Опіталь, Ноелле, Пуансе, Ла-Прев'єр, Сен-Мішель-е-Шанво, Ле-Трамбле i Вергонн було об'єднано в новий муніципалітет Омбре-д'Анжу.

## Демографія
Динаміка населення (INSEE ):
Розподіл населення за віком та статтю (2006):
| Стать | Всього | До 15 років | 15-24 | 25-44 | 45-64 | 65-85 | Понад 85 |
| --- | ------ | ----------- | ----- | ----- | ----- | ----- | -------- |
| Чоловіки | 1211   | 257         | 154   | 317   | 261   | 198   | 24       |
| Жінки | 1377   | 257         | 115   | 305   | 296   | 340   | 64       |
| \| Статево-вікова піраміда \| Статево-вікова піраміда \| Статево-вікова піраміда \| \| ----------------------- \| ----------------------- \| ----------------------- \| \| Чоловіки \| Вік \| Жінки \| \| 24 \| 85 + \| 64 \| \| 55 \| 80-84 \| 87 \| \| 52 \| 75-79 \| 99 \| \| 55 \| 70-74 \| 83 \| \| 36 \| 65-69 \| 71 \| \| 52 \| 60-64 \| 63 \| \| 67 \| 55-59 \| 75 \| \| 67 \| 50-54 \| 91 \| \| 75 \| 45-49 \| 67 \| \| 115 \| 40-44 \| 91 \| \| 71 \| 35-39 \| 91 \| \| 52 \| 30-34 \| 71 \| \| 79 \| 25-29 \| 52 \| \| 63 \| 20-24 \| 67 \| \| 91 \| 15-20 \| 48 \| \| 67 \| 10-14 \| 79 \| \| 103 \| 5-9 \| 95 \| \| 87 \| 0-4 \| 83 \| |        |             |       |       |       |       |          |
| Статево-вікова піраміда |        |             |       |       |       |       |          |
| Чоловіки | Вік    | Жінки       |       |       |       |       |          |
| 24 | 85 +   | 64          |       |       |       |       |          |
| 55 | 80-84  | 87          |       |       |       |       |          |
| 52 | 75-79  | 99          |       |       |       |       |          |
| 55 | 70-74  | 83          |       |       |       |       |          |
| 36 | 65-69  | 71          |       |       |       |       |          |
| 52 | 60-64  | 63          |       |       |       |       |          |
| 67 | 55-59  | 75          |       |       |       |       |          |
| 67 | 50-54  | 91          |       |       |       |       |          |
| 75 | 45-49  | 67          |       |       |       |       |          |
| 115 | 40-44  | 91          |       |       |       |       |          |
| 71 | 35-39  | 91          |       |       |       |       |          |
| 52 | 30-34  | 71          |       |       |       |       |          |
| 79 | 25-29  | 52          |       |       |       |       |          |
| 63 | 20-24  | 67          |       |       |       |       |          |
| 91 | 15-20  | 48          |       |       |       |       |          |
| 67 | 10-14  | 79          |       |       |       |       |          |
| 103 | 5-9    | 95          |       |       |       |       |          |
| 87 | 0-4    | 83          |       |       |       |       |          |

## Економіка
2010 року серед 1603 осіб працездатного віку (15—64 років) 1227 були активними, 376 — неактивними (показник активності 76,5%, у 1999 році було 73,1%). З 1227 активних мешканців працювали 1074 особи (567 чоловіків та 507 жінок), безробітними було 153 (78 чоловіків та 75 жінок). Серед 376 неактивних 107 осіб було учнями чи студентами, 181 — пенсіонерами, 88 були неактивними з інших причин.

У 2010 році в муніципалітеті числилось 1222 оподатковані домогосподарства, у яких проживали 2812,5 особи, медіана доходів виносила 15 949 євро на одного особоспоживача